# Messier 35
Messier 35 (NGC 2168) is een open sterrenhoop in het sterrenbeeld Tweelingen die door Jean-Philippe de Chéseaux rond 1745 werd ontdekt. kometenjager Charles Messier nam de sterrenhoop in 1764 op in zijn catalogus van komeetachtige objecten.
Messier 35 bevindt zich op ongeveer 2.800 lichtjaar afstand en heeft een werkelijke diameter van ongeveer 24 lichtjaar. Er zijn tussen de 200 en 500 sterren lid van de sterrenhoop. 120 sterren hebben een helderheid van magnitude +13 en helderder. M35 werd ongeveer 100 miljoen jaar geleden gevormd.
Voor de amateurastronoom is M35 het best te zien met lage vergrotingen. Op zo'n 15 boogminuten ten zuidwesten van Messier 35 ligt de meer compacte en verder weg gelegen open sterrenhoop NGC 2158.